# 托雷拉罗谢特
托雷拉罗谢特（法語：Thoré-la-Rochette，法語發音：[tɔʁe la ʁɔʃɛt]）是法国卢瓦-谢尔省的一个市镇，位于该省西北部，卢瓦河左岸，属于旺多姆区。

## 地理
托雷拉罗谢特（47°47'20"N, 0°57'53"E）面积10.78 平方千米，位于法国中央-卢瓦尔河谷大区卢瓦-谢尔省，该省份为法国中北部省份，北起厄尔-卢瓦省，东北接卢瓦雷省，东南接谢尔省，南至安德尔省，西南接安德尔-卢瓦尔省，西北接萨尔特省。
与托雷拉罗谢特接壤的市镇（或旧市镇、城区）包括：马藏热、乌赛、吕奈、博斯地区马西伊、纳韦伊、圣里迈、维利耶福、卢瓦河畔维利耶。

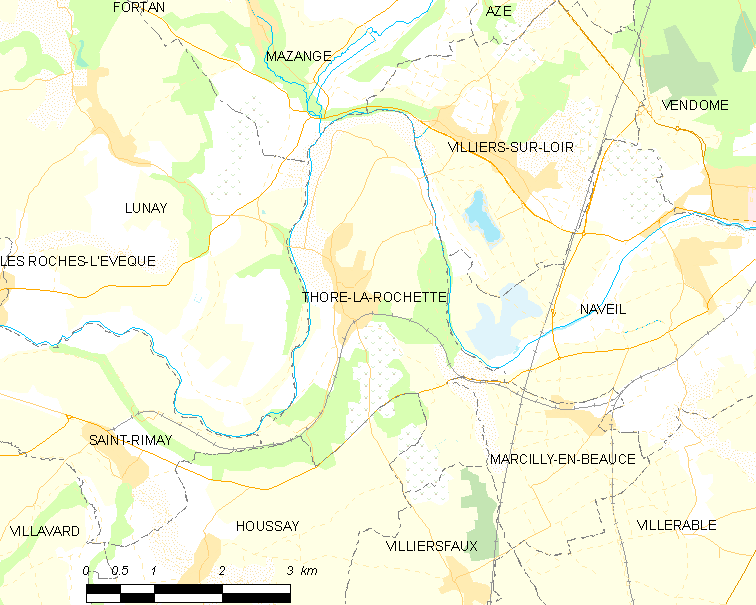
托雷拉罗谢特的OSM定位图

托雷拉罗谢特的时区为UTC+01:00、UTC+02:00（夏令时）。

## 行政
托雷拉罗谢特的邮政编码为41100，INSEE市镇编码为41259。

## 政治
托雷拉罗谢特所属的省级选区为卢瓦河畔蒙图瓦尔县。

## 人口

1962-2008年间托雷拉罗谢特人口变化图示

托雷拉罗谢特于2022年1月1日时的人口数量为817人。